# Олівер (Джорджія)
Олівер (англ. Oliver) — місто (англ. city) в США, в окрузі Скревен штату Джорджія. Населення — 210 осіб (2020).

## Географія
Олівер розташований за координатами 32°31′23″ пн. ш. 81°32′11″ зх. д. / 32.52306° пн. ш. 81.53639° зх. д. (32.523079, -81.536264).  За даними Бюро перепису населення США в 2010 році місто мало площу 2,43 км², з яких 2,41 км² — суходіл та 0,02 км² — водойми.

## Демографія
Згідно з переписом 2010 року, у місті мешкало 239 осіб у 93 домогосподарствах у складі 70 родин. Густота населення становила 98 осіб/км².  Було 124 помешкання (51/км²).
Расовий склад населення:
| - 53,6 % — чорних або афроамериканців - 45,2 % — білих |

До двох чи більше рас належало 0,8 %. Частка іспаномовних становила 0,8 % від усіх жителів.
За віковим діапазоном населення розподілялося таким чином: 22,6 % — особи молодші 18 років, 68,2 % — особи у віці 18—64 років, 9,2 % — особи у віці 65 років та старші. Медіана віку мешканця становила 42,2 року. На 100 осіб жіночої статі у місті припадало 100,8 чоловіків;  на 100 жінок у віці від 18 років та старших — 103,3 чоловіків також старших 18 років.
Середній дохід на одне домашнє господарство  становив 40 033 долари США (медіана — 36 354), а середній дохід на одну сім'ю — 44 362 долари (медіана — 37 679). За межею бідності перебувало 11,3 % осіб, у тому числі 11,1 % дітей у віці до 18 років та 16,0 % осіб у віці 65 років та старших.
Цивільне працевлаштоване населення становило 100 осіб. Основні галузі зайнятості: роздрібна торгівля — 27,0 %, виробництво — 24,0 %, мистецтво, розваги та відпочинок — 15,0 %, освіта, охорона здоров'я та соціальна допомога — 9,0 %.